# ひなき藍
ひなき藍（ひなき あい）は、日本の女性声優。主にアダルトゲームに出演している。

## 経歴・人物
アダルトゲーム界で人気の高い『D.C. 〜ダ・カーポ〜』シリーズの続編『D.C.II 〜ダ・カーポII〜』のメインヒロイン、朝倉音姫役でデビューを果たす。アダルトゲームの声優としては数少ない顔出しができる声優で、2008年1月31日から2010年4月29日の間、インターネットラジオ放送局『BBstation』で放送中の『情報アキハバラエティ はばラヂ』（生放送・動画付）のアシスタントとして動く彼女の姿が見られた。
『D.C.II』の台本を渡された時プレッシャーがかかり、手が震えてページをめくれなかったという。

## 主な出演作品
※太字はメインキャラクター

### ゲーム

#### PCゲーム
※ メインヒロイン、メインキャラクターは太字表記・五十音順
2006年
- C.D.Christmas Days 〜サーカスディスク クリスマスデイズ〜（朝倉 音姫）
- D.C.II 〜ダ・カーポII〜（朝倉 音姫）

2007年
- エターナルファンタジー（ロコモコ）
- D.C.II Spring Celebration 〜ダ・カーポII〜 スプリング セレブレイション（朝倉 音姫）

2008年
- C.D.C.D.2 〜シーディーシーディー2〜（朝倉 音姫）
- 空を飛ぶ、3つの方法。（嵩立 静香）
- D.C.II P.S. 〜ダ・カーポII〜 プラスシチュエーション（朝倉 音姫）
- D.C.P.K. 〜ダ・カーポーカー〜（朝倉 音姫）

2009年
- ヴァルキリーコンプレックス（キリエ・レイソン）
- echo.（佳好 やよい）
- Areas〜空に映すキミとのセカイ〜（夏海 陸）
- 恋文ロマンチカ（仁見 来香）
- 空を飛ぶ、7つ目の魔法。（嵩立 静香）
- D.C.II To You 〜ダ・カーポII〜 トゥーユー（朝倉 音姫）
- D.C.II Fall in Love 〜ダ・カーポII〜 フォーリンラブ（朝倉 音姫）
- Piaキャロットへようこそ!!4 （桜庭 よしみ）

2010年
- Orange Memories（薬師 晶）
- 風ヶ原学園スパイ部っ!（北岡 遥奈*）
- けい☆てん初回特典のプラグイン（朝倉 音姫）
- ことり Love Ex P（勝浦 三枝）
- さくらビットマップ（園芸業者）
- D.C. Dream X'mas 〜ダ・カーポ〜 ドリームクリスマス（朝倉音姫）
- 撫子乱舞 （星上 刹那）
- ヒメと魔神と恋するたましぃ （藍染 五十鈴）[1]

2011年
- アルテミスブルー（サラ・ラヴェル）
- アクロウム・エチュード Canvas4（穂高 蘭）
  - エターナル・エチュード Canvas4（穂高 蘭）PSP版
- A.G.II D.C. 〜あるぴじ学園2.0サーカス史上最大の危機〜（星河 いりあ）
- 恋騎士 Purely☆Kiss（獅堂 真奈）[2]
- ジンコウガクエン（妄）
- Strawberry Nauts（瀧 秋沙）[3]
- 戦極姫3〜天下を切り裂く光と影〜（龍造寺隆信、鬼庭良直、姉小路良頼）
- 初恋予報。（末長 恵）
- ましろサマー（八坂 千尋）[4]

2012年
- カラフル☆きゅあー（大天使ルー）[5]
- 桜ノーリプライ（葉月 美栗）[6]
- 初恋前線。（末長 恵）[7]
- 彼女はオレからはなれない（深山 遥香）[8]
- 戦極姫4〜争覇百計、花守る誓い〜（鬼庭綱元[9]）

2013年
- ChuSingura46+1 -忠臣蔵46+1-（大石 主税）[10]
- D.C.III R 〜ダ・カーポIII アール〜（朝倉 音姫）
- D.C.III R 〜ダ・カーポIII アール〜X-rated（朝倉 音姫）

2015年
- D.C.II Dearest Marriage 〜ダ・カーポII〜 ディアレストマリッジ〜（朝倉 音姫）

2017年
- D.C.III DreamDays 〜ダ・カーポIII〜 ドリームデイズ（朝倉 音姫）

#### オンラインゲーム
2010年
- ai sp@ce（朝倉 音姫）

### CD

#### シングル
|     | タイトル | 発売日         | 作曲・作詞 |
| 1st | 遠くへ…  | 2009年10月30日 | ひなき藍   |
| --- | -------- | -------------- | ---------- |

#### キャラクターソング
| 発売日   | タイトル                                                                            | 名義                                                  | 楽曲                                                                            | タイアップ                                                                                    |
| 2006年   | 2006年                                                                              | 2006年                                                | 2006年                                                                          | 2006年                                                                                        |
| -------- | ----------------------------------------------------------------------------------- | ----------------------------------------------------- | ------------------------------------------------------------------------------- | --------------------------------------------------------------------------------------------- |
| 10月25日 | Dream on 〜コイセヨオトメ〜                                                         | Otome&Yume&Koko                                       | 「Dream on 〜コイセヨオトメ〜」 「heart♥meet」                                  | インターネットラジオ『D.C.II 〜ダ・カーポII〜 風見学園放送部』主題歌                          |
| 12月13日 | D.C.II Character Song Album                                                         | 朝倉音姫                                              | 「許して? My boy」 「愛ミックスDays」                                           | パソコンゲーム『D.C.II 〜ダ・カーポII〜』キャラクターソング                                   |
| 2007年   |                                                                                     |                                                       |                                                                                 |                                                                                               |
| 5月23日  | D.C.II Spring Celebration Vocal Mini album 〜Songs from D.C.II Spring Celebration〜 | ひなき藍、きのみ聖、立花あや                          | 「with 〜輝きのフィルム〜」                                                     | パソコンゲーム『D.C.II Spring Celebration』 「風見学園演劇部 〜卒業公演〜」オープニングテーマ |
| 2008年   |                                                                                     |                                                       |                                                                                 |                                                                                               |
| 5月21日  | エターナルファンタジー キャラクターソング Vol.II ロコモコ                           | ロコモコ                                              | 「ロコモコ☆ロコモーション」 「心の鍵」 「ロコモコ☆ロコモーション symphony ver」 | PCゲーム『エターナルファンタジー』キャラクターソング                                          |
| 2010年   |                                                                                     |                                                       |                                                                                 |                                                                                               |
| 1月27日  | D.C.II Fall in Love 〜ダ・カーポII〜 フォーリンラブ ボーカルミニアルバム            | 朝倉音姫、 朝倉由夢（きのみ聖）、月島小恋（立花あや） | 「一緒にDO MY BEST!!」                                                          | PCゲーム『D.C.II Fall in Love』 「風見学園演劇部〜秋公演〜」オープニングテーマ                |

#### その他（キャラクターソング）
- D.C.II CharacterSongs FC Limited（CIRCUS第6期FC入会特典）
  - 「笑顔の花咲く未来」

### ドラマCD
- D.C.II prestorys entrata 「規則正しく麗しく」（朝倉 音姫）
- D.C.II 音姫の「Chocolate Box Memories」（朝倉 音姫）
- D.C.II 雪月花の「ドキドキお見舞い大作戦」（朝倉 音姫）
- D.C.II 音姫の「どきどき! 初（?）エッチ大作戦?」（朝倉 音姫）
- D.C.II 音姫と由夢の「行く年、来る年 〜まったり編〜」（朝倉 音姫）
- エターナルファンタジー 「ロコモコの休息」（ロコモコ）
- D.C.II 海辺のリゾート? 朝倉姉妹と避暑旅行! ぷらすいち!（朝倉 音姫）
- D.C.II P.C. 音姫とエリカの「生徒会体験実習!」（朝倉 音姫）
- D.C.II P.C. 音姫とななかの「学園アイドルへの道!」（朝倉 音姫）
- A.C.D.C.II 「年の瀬は大忙し! 誰と過ごすの!?」（音姫）
- D.C.II To You「夢見る乙女たちのインターミッション 〜嵐の前の静けさに〜」（朝倉 音姫）
- D.C.II Fall in Love 音姫と由夢の「卒業 〜アルティメット回顧録〜」（朝倉 音姫）
- 初音島未来（初音島 未来）

### インターネットラジオ
- D.C.II 〜ダ・カーポII〜 風見学園放送部（パーソナリティ）
- D.C.toEF ラジオ（パーソナリティ）2007年10月1日 - 2009年4月27日
- D.C.toVCラジオ（パーソナリティ）2009年5月14日 - 2010年3月25日
- D.C.toD.X.ラジオ（パーソナリティ）2010年11月4日 - 2010年12月30日
- 情報アキハバラエティ はばラヂ（アシスタント）2008年1月31日 - 2010年4月29日
- 今夜もBig the echo.（パーソナリティ）2008年12月26日 - 2009年5月1日
- AMX RADIO ARIMAX アリマ様がみてるPure（ゲスト）
  - 第62回冒頭の「大人電話室」コーナーにて、電話越しにゲスト出演。なお、パーソナリティを務めた「今夜もBig the echo.」では、「アリマ様がみてるPure」のパーソナリティであるジャーマネと共演している